# Radetzky (vapor)

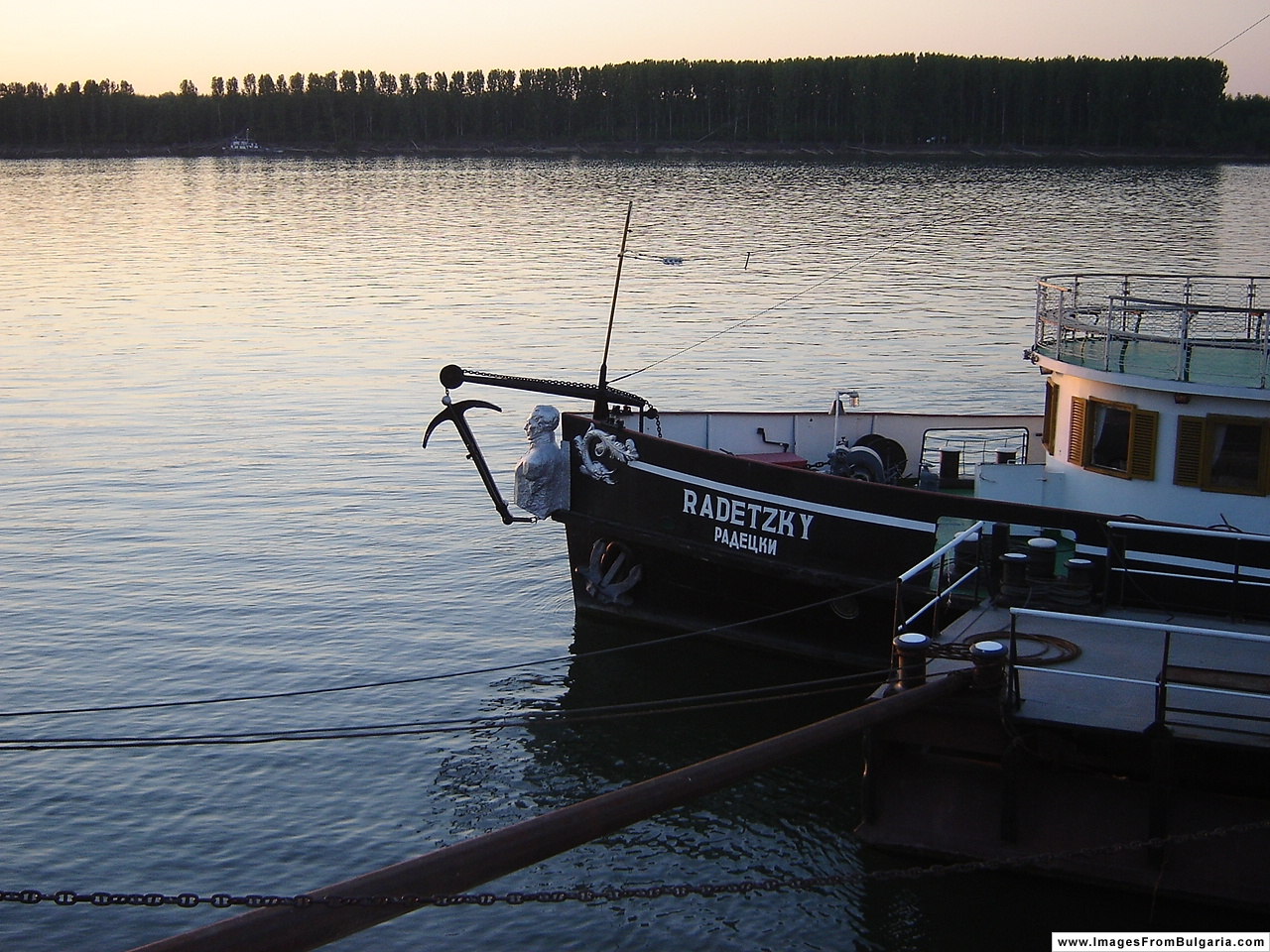
Vaporul Radetzky

Radetzky (bg. „Радецки“, „Radetski“) a fost un vapor cu aburi de pasageri austro-ungar, construit în 1851 în șantierul naval din Óbuda, Ungaria care a fost utilizat pentru servicii regulate pe Dunăre, în principal între Orșova, Austro-Ungaria și Galați, România. A fost denumit după nobilul din Boemia și generalului austriac Joseph Radetzky von Radetz (1766-1858). Este cel mai renumit (ca parte din istoria Bulgariei) ca fiind nava pe care poetul revoluționar bulgar Hristo Botev și banda sa au deturnat-o și folosit-o pentru a ajunge la Kozlodui, Bulgaria. 
Vaporul Radetzky a ieșit din uz în 1918 și a fost distrus în 1924.